# Hermann von Quast

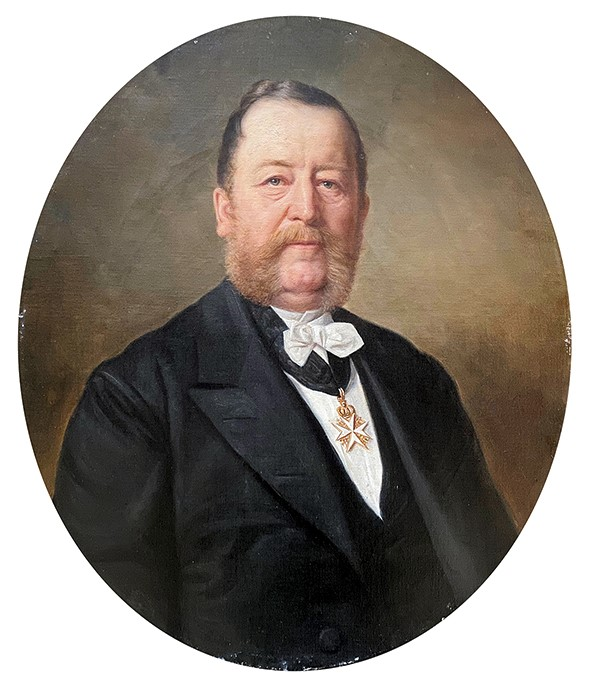
Gemälde Hermann von Quasts mit dem Kreuz der Rechtsritter des Johanniter-Ordens (Clara Oenicke 1879)

Hermann Adolph Friedrich Otto von Quast (* 24. Mai 1812 in Berlin; † 15. Dezember 1888 in Garz) war ein märkischer Adliger, Offizier und Landwirt im Ruppiner Land. Mindestens seit 1419 war seine Familie auf dem Rittergut Garz nachweisbar.

## Leben
Hermann von Quast war der älteste Sohn von Otto Christoph Leopold von Quast (1765–1842), der 1807 zum General-Verpflegungsintendanten der preußischen Armee ernannt worden war, und dessen Frau Ernestine, geb. von Woldeck (1783–1821). Über seine Mutter war er auch verwandt mit der Familie von Minutoli, so zum Beispiel mit Julius von Minutoli, dem Polizeipräsident von Berlin in den Jahren 1847–1848, der später preußischer Diplomat, auch in Persien, war.
Hermann von Quast verlor früh seine Mutter, die im Herbst 1821 im Alter von 38 Jahren an Tuberkulose starb. Die erste Ausbildung erfolgte durch Hauslehrer auf dem elterlichen Gut. 1823 wechselte er auf das Gymnasium nach Neuruppin, 1827 auf das stark pietistisch geprägte Pädagogium nach Halle an der Saale. Dort legte er 1832 zusammen mit seinem Bruder Albrecht von Quast (1813–1872) das Abitur ab. Von 1833 an absolvierte er sechs Jahre bei der Armee, im Garde-Kürassier-Regiment in Berlin. Als Rittmeister der Kavallerie schied er 1838 aus der Armee aus, um sich auf die Übernahme der Familiengüter im Ruppiner Land vorzubereiten.
Mit seinem Bruder Albert machte er von Juli bis November 1839 eine mehrmonatige Reise durch Europa in der Tradition der Grand Tour. In Briefen an ihren Vater berichteten die beiden jungen Adligen sehr authentisch von ihren Einblicken in die Gebiete der Landwirtschaft und Industrie im Europa der Mitte des 19. Jahrhunderts. Nach Hermann von Quasts Rückkehr von der Europareise übertrug sein Vater ihm die Verwaltung des zum Quast'schen  Besitz gehörenden Vorwerks Damm, neun Kilometer südlich von Garz.
Nach dem Tode seines Vaters am 7. Januar 1842 übernahm Hermann als ältester Sohn das Rittergut Garz, die Güter in Küdow, Wutzetz und das Vorwerk Damm sowie Teile des Zootzener Waldes und der Wutzetzer Heide. Am 29. Juli 1842 heiratet er seine Cousine Natalie von Laffert (1820–1850). Es wurde eine überaus glückliche Ehe, der drei Söhne entsprangen: Adolph (1843–1924), Erich (1844–1915) und Curt (1846–1870). 1850 starb seine erste Frau an Lungenentzündung im mecklenburgischen Schwechow.
1852 heiratete er im havelländischen Pessin Luise von Knoblauch (1832–1860). Mit ihr hatte er drei weitere Söhne: Ernst (1853–1938), Otto (1858–1939) und Albrecht (1860–1910). Auch seine zweite Frau starb jung, mit nur 28 Jahren.
Hermann von Quast entfaltete insbesondere auf seinem Gut in Garz eine rege Bautätigkeit in den 1860er und 1870er Jahren. Große Stallungen und ein Verwalterhaus wurden neu gebaut.
Der evangelische Christ Hermann von Quast engagierte sich für das „Rettungshaus für sittlich verwahrloste Knaben Heilbrunn“, welches 1852 in Tornow bei Wusterhausen/Dosse gegründet worden war. Im Johanniterorden erreichte er 1874 den Rang eines Rechtsritters. In der Garzer Dorfkirche sind seine Spuren bis heute ablesbar. So spendete er 1853 eine neue Orgel, gebaut von Friedrich Hermann Lütkemüller, und aus Anlass seiner Silberhochzeit mit seiner dritten Gemahlin Anna von der Hagen (1826–1896) ließ er 1887 zwei farbige Fenster mit den Wappen des Paares anbringen, welche noch heute existieren. 1864 kam Theodor Fontane nach Garz und beschrieb anschließend in der Neuausgabe des Bandes Die Grafschaft Ruppin seiner Wanderungen durch die Mark Brandenburg die Gruft und die Dorfkirche in Garz sowie den mittelalterlichen Wohnturm Burg Garz, der zum Gut gehört, und das Herrenhaus.
Hermann von Quast-Garz starb am 15. Dezember 1888, nachdem er 46 Jahre als Rittergutsbesitzer die Geschicke seiner Familie und des Gutes bestimmt hatte. Sein Eigentum umfasste für Garz mit Wutzetz II und III und damit 416,00 ha laut dem Generaladressbuch der Rittergutsbesitzer für die Provinz Brandenburg. Erben wurden sein ältester Sohn Adolf von Quast und dann dessen Sohn Adolf Friedrich, der wiederum nur Damm II und III, Wutzetz II und ½ Zootzen halten konnte.